# Exoneura nitida
Exoneura nitida är en biart som beskrevs av Cockerell 1922. Exoneura nitida ingår i släktet Exoneura och familjen långtungebin. Inga underarter finns listade i Catalogue of Life.